# Vertumnus
Vertumnus er en romersk gud for årets gang og tider. Særlig dyrkedes han som den, der giver frugt og afgrøde vækst og fører den til modenhed. Hans særlige hovedfest, Vertumnalia, lå derfor også i oktober måned. Efter folketroen havde Vertumnus evne til at forvandle sig, men tænktes mest i skikkelse af en ung mand med frugter og havekniv. Pomona var hans hustru.